# Schluchtenzaunkönig
Der Schluchtenzaunkönig (Catherpes mexicanus) ist eine Vogelart aus der Familie der Zaunkönige (Troglodytidae), die in Kanada, den Vereinigten Staaten und Mexiko verbreitet ist. Der Bestand wird von der IUCN als nicht gefährdet (Least Concern) eingeschätzt.

## Merkmale
Der Schluchtenzaunkönig erreicht eine Körperlänge von etwa 13 bis 15 cm bei einem Gewicht von ca. 9 bis 18 g. Der Oberkopf und Nacken sind graubraun mit weißen Flecken, die Schultern und der Rücken rotbraun mit braunen und weißlichen Punkten. Der Bürzel ist kastanienfarben. Die Konturfedern sind kastanienbraun mit dunklen Strichen, die Steuerfedern kastanienbraun mit schwärzlichen Querbinden. Die Ohrdecken sind graubraun und fein weiß gefleckt. Vom Kinn bis zur Brust ist der Schluchtenzaunkönig gräulich weiß, was sich farblich vom kastanienbraunen Bauch abhebt und noch kräftiger an den Unterschwanzdecken ausfällt. Diese sind variabel schwarz und weiß gefleckt. Der relativ lange gebogene Schnabel ist gräulich braun, wobei der Unterschnabel an der Basis blass ist. Die Beine sind matt grauschwarz. Beide Geschlechter ähneln sich. Jungtiere haben ein weniger leuchtendes Gefieder. Die Flecken am Rücken sind nur undeutlich vorhanden.

## Verhalten und Ernährung
Der Schluchtenzaunkönig ernährt sich ausschließlich von Wirbellosen, insbesondere von Webspinnen, Käfern, Schnabelkerfen, Ameisen und Termiten. Futter sucht er u. a. in schmalen Felsspalten, wobei ihn dabei seine morphologischen Merkmale wie langer, gekrümmter Schnabel, abgeflachter Schädel und kurze Fußwurzeln unterstützen. Er wurde beobachtet, wie er sich gelähmte Spinnen aus den Nestern der Grabwespen-Art Scelifron cementarium stahl.

## Lautäußerungen
Der Gesang des Schluchtenzaunkönigs ist ein schönes abnehmendes Getriller, das sich Richtung Ende verlangsamt. Das Ende besteht aus einer prächtigen Serie klarer Pfiffe. Beide Geschlechter singen, doch ist der Gesang des Weibchens normalerweise kürzer und hat lebhafte Übertöne. Die Laute bestehen aus lautem metallischem Summen.

## Fortpflanzung
Der Schluchtenzaunkönig ist im März im Süden und im späten Juni im Norden in den höheren Höhenlagen in Brutstimmung. Gelegentlich kommt es zu zwei Bruten pro Jahr, sehr selten auch zu drei. Das Nest wird von beiden Geschlechtern gebaut. Es ist ein offener Kelch aus Moos, Wolle. Haaren etc., das er auf gröberen Zweigen anbringt und mit künstlichen Materialien ausschmückt. Dieses kann auch bizarre Ausmaße annehmen. So fand man in einem Nest 1 Kilogramm an Gegenständen, wie Schreibfedern, Büroklammern und anderen ähnlichen Dingen, die er aus einem nahe gelegenen Büro gestohlen hatte. Außerdem baut er das Nest in Felshöhlen oder Felsspalten, zwischen Felsbrocken, in Höhlen oder künstlichen Bauten wie Ruinen. Das Nest wird gelegentlich im gleichen oder nächsten Jahr wiederverwendet. In einer Studie im nördlichen zentralen Colorado wurde das Territorium auf 0,4 bis 2,8 Hektar im Sommer und 0,2 bis 1,9 Hektar im Winter ermittelt. Er legt drei bis sieben Eier, meist aber sechs, häufig auch weniger. Diese glänzen weiß und haben feine rotbraune Sprenkel. Die Bebrütung erfolgt ausschließlich durch das Weibchen, wobei das Männchen dieses am Nest füttert. Die Brutdauer ist 12 bis 19 Tage. Die Nestlinge werden nach 12 bis 19 Tagen flügge. Die ersten zwei Wochen werden die Jungtiere von den Eltern begleitet. Von 28 Nestern, die in Colorado untersucht wurde, waren 22 Aufzuchten erfolgreich und vier weitere eventuell ebenso.

## Verbreitung und Lebensraum

Verbreitung (violett) des Schluchtenzaunkönigs

Der Schluchtenzaunkönig bevorzugt Gebiete mit Felsen, wie Canyons, seltener Meeresklippen, aber auch Ruinen. Die nahe Vegetation kann aus Laub- und Nadelwäldern bestehen, die auch gemischt sein können. Er kommt in den trockenen Gebieten im Südwesten der USA und in feuchten Gebieten im Süden von Mexiko vor. Hier bewegt er sich in Höhenlagen von Meeresspiegel bis 3000 Meter in Mexiko. Im Westen der USA ist er normalerweise bis 1850 Meter unterwegs.

## Migration
Der Schluchtenzaunkönig ist überwiegend ein Standvogel, doch kommt es zu Höhenwanderungen bei den nördlichen Populationen. Eine gewisse Mobilität wurde festgestellt, da Vögel in Gebieten wie Saskatchewan, Nebraska und Kansas auftauchten.

## Unterarten
Es sind acht Unterarten bekannt:
- Catherpes mexicanus griseus Aldrich, 1946[3] kommt im Südwesten Kanada und dem Nordwesten der USA vor. Sehr ähnlich wie C.  m. conspersus, doch weniger rötlich auf der Ober- und Unterseite. Von C. m. punctulatus unterscheidet die Subspezies sich durch blassere Färbung mit mehr gräulicher Tönung.
- Catherpes mexicanus pallidior Phillips, AR, 1986[4] kommt im nördlichen zentralen und westlich zentralen Gebiet der USA vor. Die Unterart ist blasser als die Nominatform, insbesondere am Oberkopf.[1]
- Catherpes mexicanus conspersus Ridgway, 1873[5] ist im Südwesten der USA und dem Nordwesten Mexikos verbreitet. Die Subspezies ist kleiner und blasser. Außerdem ist der Schnabel kürzer.[1]
- Catherpes mexicanus punctulatus Ridgway, 1882[6] kommt im östlichen zentralen Kalifornien vor. Farblich ist die Unterart zwischen C. m. mexicanus und C.  m. conspersus. Dabei ist sie etwa so groß wie letztere Unterart.
- Catherpes mexicanus croizati Phillips, AR, 1986[7] ist im Süden Baja Californias verbreitet. Die Subspezies kleiner und heller in der Färbung als die Nominatform,  hat aber eine wärmere rötlich braune Färbung auf der Unterseite.[1]
- Catherpes mexicanus mexicanus (Swainson, 1829)[8] kommt im zentralen und südlichen Mexikos vor.
- Catherpes mexicanus meliphonus Oberholser, 1930[9] ist im Nordwesten Mexikos verbreitet. Die Unterart ist kleiner und heller in der Färbung als die Nominatform.[1]
- Catherpes mexicanus cantator Phillips, AR, 1966[10] kommt im Südwesten Mexikos vor. Die Unterart ist dunkler, ähnelt der Nominatform ist aber kleiner.[1]

Catherpes mexicanus albifrons (Giraud, 1841) wird als Synonym zur Nominatform betrachtet.

## Etymologie und Forschungsgeschichte

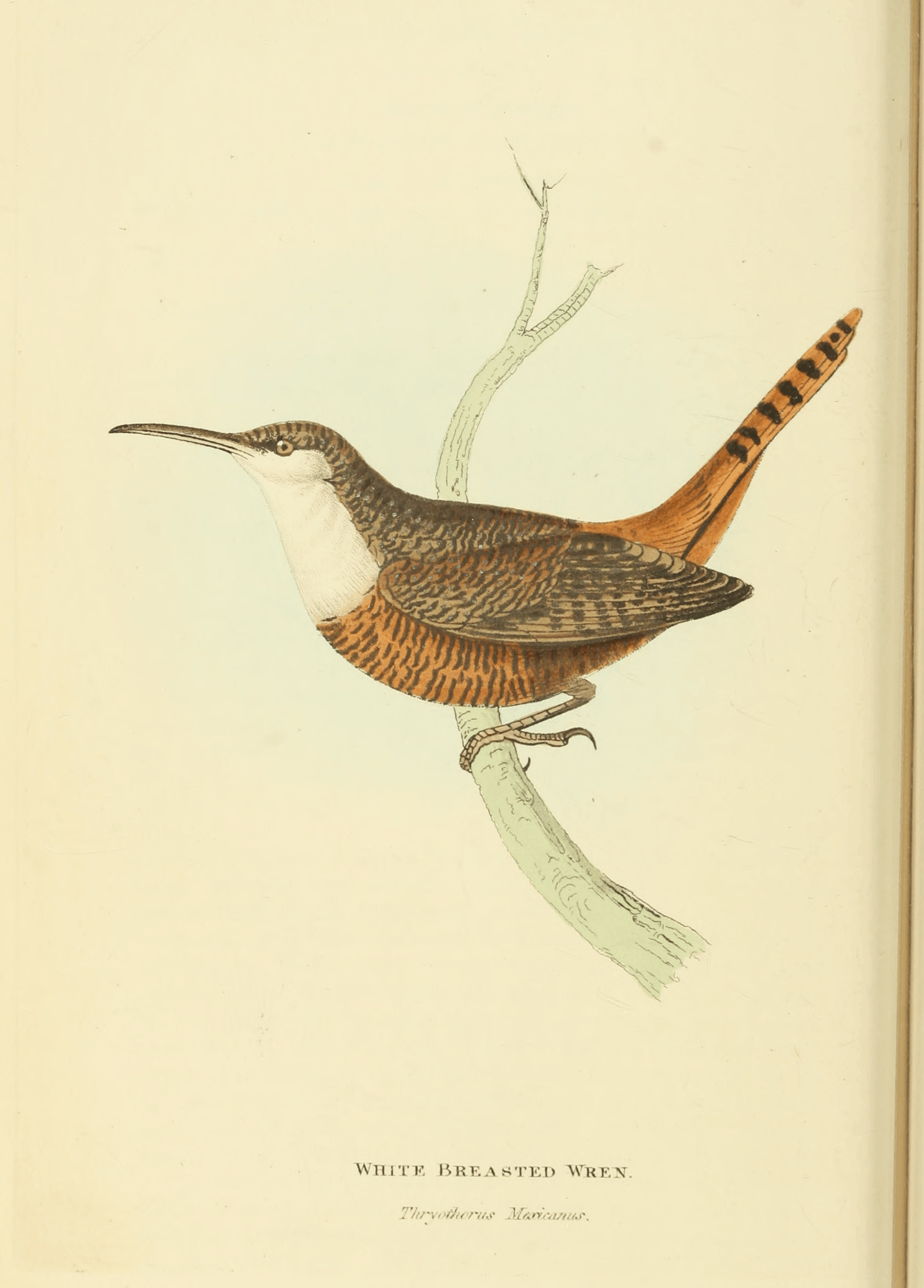
Tafel zur Originalbeschreibung des Schluchtenzaunkönigs

Die Erstbeschreibung des Schluchtenzaunkönigs erfolgte 1829 durch William Swainson unter dem wissenschaftlichen Namen Thryothorus mexicanus. Das Typusexemplar wurde von Roger Morgan (1792–1825/27) in Real del Monte gesammelt und ging in die naturhistorische Sammlung von John Taylor. Erst 1858 führte Spencer Fullerton Baird die für die Wissenschaft neue Gattung Catherpes ein. Dieser Name leitet sich von »katherpēs, katherpō καθερπης, καθερπω« für »Kriecher, anschleichen« ab. Der Artname »mexicanus« bezieht sich auf das Land Mexiko. »Griseus, griseum, grisius« ist das lateinische Wort für »grau«, »pallidior, pallidioris« für »blasser« von »pallidus, pallere« für »blass, blass sein«, »conspersus« für »berieselt, benetzt« von »conspergere« für »berieseln«, »punctulatus« für »gepunktet, getüpfelt« von »punctulum, punctum, pungere« für »kleiner Punkz, Punkt, punkten« und »cantator, cantatoris« für »Sänger« von »cantare, canere« für »singen«. »Meliphonus« ist ein griechisches Wortgebilde aus »meli, melitos μελι, μελιτος« für »Honig« und »phōnē, phōneō φωνη, φωνεω« für »Stimme, Laut, sprechen«. »Croizati« ist Léon Camille Marius Croizat (1894–1982) gewidmet.